# Karalla
Karalla war ein eisenzeitliches Königreich im Zagros-Gebirge. Es lag in der Nachbarschaft von Allabria und Ellipi und war in Neu-Assyrischer Zeit meist ein Vasall Assyriens. Es diente auch als Puffer gegen die nomadischen Meder, die eine Stammesstruktur unter mehreren Häuptlingen (bēl āli) aufwiesen. Levine lokalisiert es am Zeribor-See.
Sargon zog 716, in seinem 6. palu, gegen Karalla. Das Land wird zerstört, der König geschunden. „Der Zerstörer des Landes Karalla, der die Haut des Stadtoberhauptes rot wie eine illuru-Pflanze werden ließ“, beschreibt das Moussaieff-Fragment den assyrischen König. 713 wird Karalla zu einer assyrischen Provinz gemacht. 706 wird jedoch ein weiterer Feldzug gegen Karalla vermeldet, das Land war also nicht völlig befriedet.

## Herrscher
- Assurli’u zur Zeit Sargons
- A-mi-taš-ši, 713
- At-ka-A+[A]-x, Sohn von Amitaši
- At-ka-a-a-DUG, Sohn von Amitaši